# Melalophacharops everese
Melalophacharops everese là một loài tò vò trong họ Ichneumonidae.